# Salt Lake City nemzetközi repülőtér
A Salt Lake City nemzetközi repülőtér (IATA: SLC, ICAO: KSLC) az Amerikai Egyesült Államok egyik jelentős nemzetközi repülőtere. Utah államban, Salt Lake Cityben található. Éves utasforgalma 25 752 783 fő (2022).

## Futópályák
A repülőtér futópályái:
- 14/32 (4892 ft, 150 ft, aszfalt)
- 16L/34R (12 002 ft, 150 ft, aszfalt)
- 16R/34L (12 000 ft, 150 ft, beton)
- 17/35 (9596 ft, 150 ft, aszfalt)

## Forgalom
Az utasforgalom az elmúlt években az alábbi módon változott:
| Utasok száma | 20 252 339 | 18 914 891 | 18 367 316 | 21 557 656 | 20 442 178 | 20 102 078 | 22 152 498 | 24 199 351 | 12 559 026 | 26 952 754 |
|              | 1998       | 2001       | 2004       | 2006       | 2009       | 2012       | 2015       | 2017       | 2020       | 2023       |

### Legforgalmasabb belföldi útvonalak
| Helyezés | Repülőtér                   | Utasszám | Légitársaság                               |
| -------- | --------------------------- | -------- | ------------------------------------------ |
| 1        | Denver, Colorado            | 792 000  | Delta, Frontier, Southwest, United         |
| 2        | Los Angeles, Kalifornia     | 646 000  | Alaska, American, Delta, Southwest, United |
| 3        | Atlanta, Georgia            | 590 000  | Delta, Frontier                            |
| 4        | Phoenix–Sky Harbor, Arizona | 553 000  | American, Delta, Southwest                 |
| 5        | Seattle/Tacoma, Washington  | 532 000  | Alaska, Delta                              |
| 6        | Las Vegas, Nevada           | 469 000  | Delta, Frontier, Southwest                 |
| 7        | Dallas/Fort Worth, Texas    | 449 000  | American, Delta                            |
| 8        | Portland, Oregon            | 349 000  | Alaska, Delta                              |
| 9        | Chicago–O'Hare, Illinois    | 344 000  | American, Delta, United                    |
| 10       | New York–JFK, New York      | 342 000  | Delta, JetBlue                             |